# 전속
전속(田續, ? ~ ?)은 중국 삼국 시대 조위의 장수이다. 후한 말, 유우(劉虞)를 섬겼던 전주(田疇)의 종손자(형제의 손자)이다.

## 행적
전주는 조조를 위해 오환을 칠 계책을 주었으나, 조조의 출사 권유를 거절하고 죽었으며 그 아들도 일찍 죽었다. 조비가 황제로 즉위하고서, 전주를 기려 전속을 관내후로 봉하고 후사로 삼았다.
263년 5월, 조환(曹奐)이 칙령을 내려 촉한의 정벌이 시작되면서 등애(鄧艾)와 제갈서(諸葛緖)에게 각기 3만여 명을 이끌게 했다가 제갈서는 종회(鐘會)의 모함으로 제갈서의 병력은 모두 종회가 거느리게 되자 종회를 따라 촉 정벌에 종군했다.
촉한의 강유(姜維) 등이 등애의 공격으로 제갈첨(諸葛瞻)이 패했다는 소식을 듣고 병사들을 인솔해 파(巴) 지역으로 들어가자 종회가 부까지 진군하면서 호열(胡烈), 방회(龐會) 등과 함께 종회의 명령에 따라 강유를 추격했으며, 등애를 따라 검각을 넘었다가 강유성에서 전진하지 않아 등애가 목을 베려고 했지만 주위의 만류로 용서했다고 한다.
264년, 종회, 호열, 사찬(師簒) 등이 등애를 무고해 죄를 씌우려고 하자 위관(衛瓘)이 등애, 등충(鄧忠)을 체포해 낙양으로 압송하게 했는데, 이어서 종회와 강유가 성도에서 봉기하다가 실패해서 피살되자 등애의 옛 수하들이 등애를 구하려고 했다. 이 때 자신의 신변을 염려한 위관의 지시를 받아 전속은 등애를 살해했다.

## 삼국지연의에서의 전속
촉 정벌에 참전했지만 촉군과 싸운 것은 나오지 않다가 위관이 종회의 무고로 등애를 죽이려다가 종회가 반란을 일으키다가 죽었기 때문에 자신의 신변을 염려해 등애를 죽이려고 하자 자진해서 500명의 군사를 이끌고 추격해서 등애를 죽였다.

## 같이 보기
- 삼국지 인물 목록